# ジンスハイムの戦い
ジンスハイムの戦い（ジンスハイムのたたかい、ドイツ語: Schlacht bei Sinsheim）は仏蘭戦争中の1674年6月16日、フランス王国と神聖ローマ帝国の間で行われた戦闘。フランス軍が勝利した。

## 背景
1674年初夏、アレクサンドル・ド・ブルノンヴィル率いる帝国軍本軍と1670年以降フランスに追放されていたロレーヌ公シャルル4世の軍勢は合流してライン川からへ進み、テュレンヌ子爵率いるフランス軍を攻撃しようとした。テュレンヌはブルノンヴィルとシャルル4世の合流を防ごうとし、フィリップスブルクからネッカー川へと進んだ。彼はジンスハイムで帝国軍の前衛に遭遇したが、帝国軍の本軍はまだ到着していなかった。そのため、テュレンヌはブルノンヴィルが接近する前に決着をつこうとして、シャルル4世とアルベルト・カプラーラ率いる軍勢に戦いを挑んだ。帝国軍はロレーヌ、神聖ローマ帝国、ザクセン出身の騎兵が大半を占め、ほかには歩兵800から1,500人がいた。大砲はなかった。

## 経過
帝国軍はジンスハイムの町を占拠していたほか、北にある高地の菜園も占領していた。ジンスハイムの南を流れるエルゼンツ川もフランス軍の障礙になっていた。午前10時、テュレンヌは戦闘を命じ、フランス軍はミュールバッハ川（Mühlbachs）とエルゼンツ川を渡ってジンスハイムの修道院と町を占領した。
その後、フランス軍は山のふもとで2列の戦列を形成、大砲6門を右翼に配置した。帝国軍はよく守備したが、やがて撤退せざるを得なかった。撤退の途中でジンスハイムの町を占領したが、2時間ほどの市街戦で追い出された。その後、フランス軍が再集結している最中にシャルル4世が騎兵突撃を命じたが撃退された。戦闘は午後5時頃には大勢が決し、フランス軍の勝利に終わった。

## その後
帝国軍は北のネッカー川に向けて撤退した。フランス軍は森林地帯を通って追撃しようとしたが失敗、テュレンヌは追撃をやめた。帝国軍はそのままハイルブロンまで撤退した後、ブルノンヴィル率いる本軍と合流した。彼はマイン川の後ろまで退いて増援を待った。戦闘は仏蘭戦争において帝国軍がはじめてフランス軍に敗北した戦闘であり、フランス軍はその後プファルツ選帝侯領を荒らしまわった。